# هیچان
هیچان، روستایی در دهستان هیچان بخش مرکزی شهرستان نیک‌شهر در استان سیستان و بلوچستان ایران است. این روستا، مرکز دهستان هیچان است.

## جمعیت
بر پایه سرشماری عمومی نفوس و مسکن در سال ۱۳۹۵، جمعیت این روستا برابر با ۲٬۹۰۵ نفر (۷۷۶ خانوار) بوده است.

## محصولات کشاورزی
- نخیلات (سالانه بیش از ۱۵۰تن خرمای مضافتی)
- برنج
- مرکبات
- خرما
- علوفه